# Стъргел
Стъргел е село в Западна България. То се намира в Община Горна Малина, Софийска област.

## География
Село Стъргел се намира в планински район, на около 50 км от София. И на 4 км от ЖП линията София – Карлово и подбалканския път София – Бургас, на 6 км са проходите Витиня и Арабаконак, които се свързват с магистрала Хемус.
От разклона на седловината се отделят няколко черни пътя – към връх Грамада, към Етрополска седловина и към Стъргелската мандра. Продължава се на северозапад по черния път към Стъргелската мандра. По този път има частична маркировка бяло-червено-бяло на пътеката Ком-Емине. Наклонът нагоре постепенно се увеличава до момент в който пътят завива на запад. От чешмата до завоя се изкачват около 100 м. височина. 15 мин. след разклона се достига до поляна с изоставен фургон северно от пътя /85 мин./. На това място от черния път се отделя маркираната пътека Ком-Емине, която влиза в боровата гора зад фургона. При разклона с пътеката КЕ се продължава по черния път водоравно на запад. 10 мин. по-късно черният път достига до нов разклон, източно от Стъргелската мандра /95 мин./. За връх Звездец се продължава по по-слабо използвания черен път на север. Маркировка няма и по-скоро трябва да се усети, че връх Звездец се намира точно отгоре над разклона. Пътят с плавно изкачване продължава нагоре през поляни и млада борова гора. Достига се до масив от по-стара борова гора, която пътят заобикаля от юг. След старата гора се излиза на обширна поляна северно от местността Каменна могила. От поляната за пръв път от село Стъргел дотук се открива панорама на юг към Камарската котловина. Над поляната от север има едно характерно ниско, скалисто и безименно връхче на главното било на планината. От поляната пътят се изкачва на главното било при седловината между връх Звездец и скалистото връхче. Оттук за пръв път се откриват гледки и на север към долината на река Клисура и Било планина. От седловината пътят продължава по тревистото и тънко главно било на североизток към връх Звездец. Приблизително по средата на изкачването между върха и седловината се достига до висока каменна пирамида. От разклона при Стъргелската мандра до каменната пирамида се върви около 50 мин. /145 мин./. От каменната пирамида връх Звездец се изкачва за 15 мин. /160 мин./. Денивелацията от разклона при Стъргелската мандра до връх Звездец е около 400 м. Върхът е плосък, разлат, покрит изцяло с трева и много обзорен.

## История
Село Стъргел е закътано в североизточния ъгъл на Камарското поле. Над селото се извисява най-високия връх в района – връх Звездец /1655 м./. От източната страна на Стъргел е дългият рид Гълъбец, който отделя Софийската котловина от Златишко-Пирдопската котловина. През селото минава построеният от римляните път Калдърмата /Римски друм, Етрополски проход/. До построяването от Митхад паша през 1866 г. на прохода Арабаконак римският път през Стъргел бил основен за преминаване от Южна в Северна България. Село Стъргел се намирало в южното подножие на Римския друм и това предопределило съдбата му на село, което да охранява прохода и да дава подслон на пътниците. Името на с. Стъргел произлиза от думата „стърга“ – стоя на стража. От селото започват няколко интересни маршрута към близкия връх Звездец и към хижите Чавдар и Рудината. Тук описвам маршрута към връх Звездец. Етрополска седловина разделя Етрополска планина на източна и западна. Звездец е най-високият връх в Западна Етрополска планина. Най-старато име на върха е Шиндарника /шинда – букова дъска/. Върхът е двуглав, като триангулачната точка е на южната му кота. Туристите наричат северната кота със старото име на върха – Шиндарника. По време на османската власт върхът се наричал Йелдъзтабия /йелдъз-звезда, табия-крепост/, заради звездовидната петлъчева крепост на темето му. През Освободителната война турците изкопават по върха и склоновете му няколко линии с редути и окопи. Заради тях известно време върха е наричан от местното население Окопана. Според братя Шкорпил през върха минавал Аспаруховият вал, който по времето на хан Аспарух бележел границата между държавите Визания и България. Връх Звездец е с относително ниска надморска височина, но от западната и от източната му страна стоят две много ниски седловини – Арабаконак и Етрополска седловина. Освен това Звездец е куполовиден, със стръмни склонове и гледан от Камарското поле изглежда по-висок отколкото е всъщност. Разликата във височината от Стъргел до върха е около 850 м.

## Религии
Цялото население е с християнско вероизповедание – източно православие. Църквата в селото „Свети Николай“ е от 1863 година. Изписана е в 1881 година от дебърските майстори Исая Мажовски, Яков Мажовски и помощника им Русалим Дичов. Надписът на царските двери гласи: „Съождивението на г. Ристо Ценко ѿ село Горно Камарци за тѣлесъное здравѣ со домъ и чадомъ и за памѧтъ своей мати Стоѧка, 1881 ноемвриѧ 5 из рȢки зографи Йѧкова со смирени брата Исака Радеви изъ диборска держава отъ село Лазарополе.“

## Обществени институции
Пощенска служба, пенсионерски клуб. 

## Културни и природни забележителности
- Паметника Арабаконак на загиналите около 800 души от района по време на Руско-турската Освободителна война,

там всяка година има чествания по случай 3 март – Националния празник на България.

## Редовни събития
- 15 август – празник на селото – Успение на Пресвета Богородица

На този ден има голям събор, на който в манастира се дава курбан за здраве.
От центъра на село Стъргел на североизток се вижда едно много ниско място в планината. Това е Стъргелската седловина, която се намира на билото на рида Гълъбец. Старият римски път Калдърмата, както и новия черен път, се изкачват именно към това най-ниско място. От центъра на Стъргел се тръгва в северна посока към боровата гора над селото. След последните къщи се продължава по съвременен черен път, който ползва трасето на стария римски път. Над боровата гора се излиза на поляна с паянтов параклис от лявата страна на пътя. След поляната с параклиса пътя става водоравен и в източна посока навлиза дълбоко в долината нарека Стъргленска. Реката се пресича по брод, отляво на който са останките на разрушен каменен мост, а отдясно стои самотна пейка. След пресичането на река Стъргленска пътят прави два завоя-първо в северозападна, а след това в североизточна посока и продължава да се изкачва със слаб наклон по западната страна на рида Гълъбец. От лявата страна на пътя остава дълбоката долина на река Дудов дол. 45 мин. след центъра на селото се достига до разклон. От основния път се отделя по-слабо използван черен път, който завива на изток към билото на рида Гълъбец. Над разклона е безименният връх Кота 1133, на който някога е имало стражева кула за наблюдение и охрана на пътя. След разклона пътят завива на север и 25 мин. по-късно се изкачва на билото на рида Гълъбец при Стъргелската седловина /70 мин. след началото/. Седловината се намира между връх Звездец от север и връх Грамада /1314 м./ от юг и е най-ниското и тънко място на рида Гълъбец. На седловината има бетонно водохващане, голяма пресъхнала чешма и разклон. Денивелацията от селото до седловината е около 300 м.

## Туризъм
Селото се слави с прекрасните природни и исторически забележителности.
Близостта му с главни пътни и ЖП артерии, го правят предпочитано място за отдих.
На 14 км от селото се намира хижа „Чавдар“, която през летния сезон е отворена за посетители, а на 9.09 всяка година се провежда съборът на хижата.

## Галерия
- Кметство Стъргел
- Паметна плоча на Цар Борис III
- Военен паметник
- Улица в Стъргел